# Chrysopsyche antennifera
Chrysopsyche antennifera är en fjärilsart som beskrevs av Embrik Strand 1912. Chrysopsyche antennifera ingår i släktet Chrysopsyche och familjen ädelspinnare. Inga underarter finns listade i Catalogue of Life.